# Турруеля-да-Флубіа
Турруе́ля-да-Флубіа́ (кат. Torroella de Fluvià, вимова літературною каталанською [turu'eʎə də fluβi'a]) - муніципалітет, розташований в Автономній області Каталонія, в Іспанії. Знаходиться у районі (кумарці) Алт-Ампурда провінції Жирона, згідно з новою адміністративною реформою перебуватиме у складі Баґарії (округи) Жирона.

## Населення
Населення міста (у 2007 р.) становить 556 осіб (з них менше 14 років - 14%, від 15 до 64 - 70,7%, понад 65 років - 15,3%). У 2006 р. народжуваність склала 3 особи, смертність - 6 осіб, зареєстровано 2 шлюби. У 2001 р. активне населення становило 171 особа, з них безробітних - 13 осіб.

Серед осіб, які проживали на території міста у 2001 р., 276 народилися в Каталонії (з них 203 особи у тому самому районі, або кумарці), 30 осіб приїхало з інших областей Іспанії, а 93 особи приїхали з-за кордону. 

Університетську освіту має 2,4% усього населення. 

У 2001 р. нараховувалося 148 домогосподарств (з них 34,5% складалися з однієї особи, 25,7% з двох осіб,10,8% з 3 осіб, 12,8% з 4 осіб, 6,1% з 5 осіб, 3,4% з 6 осіб, 6,1% з 7 осіб, 0% з 8 осіб і 0,7% з 9 і більше осіб).

Активне населення міста у 2001 р. працювало у таких сферах діяльності : у сільському господарстві - 54,4%, у промисловості - 7,6%, на будівництві - 9,5% і у сфері обслуговування - 28,5%. 

 У муніципалітеті або у власному районі (кумарці) працює 167 осіб, поза районом - 36 осіб.

### Безробіття
У 2007 р. нараховувалося 11 безробітних (у 2006 р. - 11 безробітних), з них чоловіки становили 36,4%, а жінки - 63,6%.

## Економіка

### Підприємства міста

#### Промислові підприємства
| \| Промислові підприємства міста, за сферою діяльності \| Промислові підприємства міста, за сферою діяльності \| Промислові підприємства міста, за сферою діяльності \| \| Рік \| 2002 р. \| 2001 р. \| \| --------------------------------------------------- \| --------------------------------------------------- \| --------------------------------------------------- \| \| Енергетичні та водні ресурси \| 40% \| 25% \| \| Хімія та метали \| 0% \| 0% \| \| Переробка металів \| 40% \| 50% \| \| Продукти харчування \| 20% \| 25% \| \| Текстиль \| 0% \| 0% \| \| Виробництво меблів, видання \| 0% \| 0% \| \| Інше \| 0% \| 0% \| \| Усього підприємств \| 5 \| 4 \| |         |         |
| Промислові підприємства міста, за сферою діяльності |         |         |
| Рік | 2002 р. | 2001 р. |
| Енергетичні та водні ресурси | 40%     | 25%     |
| Хімія та метали | 0%      | 0%      |
| Переробка металів | 40%     | 50%     |
| Продукти харчування | 20%     | 25%     |
| Текстиль | 0%      | 0%      |
| Виробництво меблів, видання | 0%      | 0%      |
| Інше | 0%      | 0%      |
| Усього підприємств | 5       | 4       |

#### Роздрібна торгівля
| \| Підприємства роздрібної торгівлі міста, за сферою діяльності \| Підприємства роздрібної торгівлі міста, за сферою діяльності \| Підприємства роздрібної торгівлі міста, за сферою діяльності \| \| Рік \| 2002 р. \| 2001 р. \| \| ------------------------------------------------------------ \| ------------------------------------------------------------ \| ------------------------------------------------------------ \| \| Продукти харчування \| 12,5% \| 12,5% \| \| Одяг та взуття \| 0% \| 0% \| \| Товари для дому \| 0% \| 0% \| \| Книги та періодичні видання \| 0% \| 0% \| \| Промислова хімічна продукція \| 50% \| 50% \| \| Продукція, пов'язана з транспортними засобами \| 0% \| 0% \| \| Інше \| 37,5% \| 37,5% \| \| Усього підприємств \| 8 \| 8 \| |         |         |
| Підприємства роздрібної торгівлі міста, за сферою діяльності |         |         |
| Рік | 2002 р. | 2001 р. |
| Продукти харчування | 12,5%   | 12,5%   |
| Одяг та взуття | 0%      | 0%      |
| Товари для дому | 0%      | 0%      |
| Книги та періодичні видання | 0%      | 0%      |
| Промислова хімічна продукція | 50%     | 50%     |
| Продукція, пов'язана з транспортними засобами | 0%      | 0%      |
| Інше | 37,5%   | 37,5%   |
| Усього підприємств | 8       | 8       |

#### Сфера послуг
| \| Підприємства міста, що працюють у сфері послуг, за діяльністю \| Підприємства міста, що працюють у сфері послуг, за діяльністю \| Підприємства міста, що працюють у сфері послуг, за діяльністю \| \| Рік \| 2002 р. \| 2001 р. \| \| ------------------------------------------------------------- \| ------------------------------------------------------------- \| ------------------------------------------------------------- \| \| Гуртова торгівля \| 20% \| 22,7% \| \| Готелі та готельний бізнес \| 20% \| 18,2% \| \| Транспорт та зв'язок \| 16% \| 18,2% \| \| Посередницькі фінансові послуги \| 0% \| 0% \| \| Послуги підприємствам \| 8% \| 9,1% \| \| Послуги фізичним особам \| 20% \| 22,7% \| \| Нерухомість та ін. \| 16% \| 9,1% \| \| Усього підприємств \| 25 \| 22 \| |         |         |
| Підприємства міста, що працюють у сфері послуг, за діяльністю |         |         |
| Рік | 2002 р. | 2001 р. |
| Гуртова торгівля | 20%     | 22,7%   |
| Готелі та готельний бізнес | 20%     | 18,2%   |
| Транспорт та зв'язок | 16%     | 18,2%   |
| Посередницькі фінансові послуги | 0%      | 0%      |
| Послуги підприємствам | 8%      | 9,1%    |
| Послуги фізичним особам | 20%     | 22,7%   |
| Нерухомість та ін. | 16%     | 9,1%    |
| Усього підприємств | 25      | 22      |

## Житловий фонд
У 2001 р. 13,5% усіх родин (домогосподарств) мали житло метражем до 59 м², 21,6% - від 60 до 89 м², 41,9% - від 90 до 119 м² і
23% - понад 120 м².

З усіх будівель у 2001 р. 97,1% було одноповерховими, 2,3% - двоповерховими, 0,6
% - триповерховими, 0% - чотириповерховими, 0% - п'ятиповерховими, 0% - шестиповерховими,
0% - семиповерховими, 0% - з вісьмома та більше поверхами.

## Автопарк
| \| Автомобілі, зареєстровані у місті, за призначенням \| Автомобілі, зареєстровані у місті, за призначенням \| Автомобілі, зареєстровані у місті, за призначенням \| \| Рік \| 2006 р. \| 2005 р. \| \| -------------------------------------------------- \| -------------------------------------------------- \| -------------------------------------------------- \| \| Приватні автомобілі \| 59,6% \| 58,2% \| \| Мотоцикли \| 7,4% \| 7,8% \| \| Вантажівки \| 25,7% \| 26% \| \| Трактори \| 1,6% \| 2% \| \| Автобуси та ін. \| 5,6% \| 6% \| \| Усього автомобілів \| 498 шт. \| 450 шт. \| |         |         |
| Автомобілі, зареєстровані у місті, за призначенням |         |         |
| Рік | 2006 р. | 2005 р. |
| Приватні автомобілі | 59,6%   | 58,2%   |
| Мотоцикли | 7,4%    | 7,8%    |
| Вантажівки | 25,7%   | 26%     |
| Трактори | 1,6%    | 2%      |
| Автобуси та ін. | 5,6%    | 6%      |
| Усього автомобілів | 498 шт. | 450 шт. |

## Вживання каталанської мови
У 2001 р. каталанську мову у місті розуміли 90,7% усього населення (у 1996 р. - 95,2%), вміли говорити нею 79,1% (у 1996 р. - 
90,1%), вміли читати 75,4% (у 1996 р. - 87,2%), вміли писати 41
% (у 1996 р. - 47,3%). Не розуміли каталанської мови 9,3%.

## Політичні уподобання
У виборах до Парламенту Каталонії у 2006 р. взяло участь 190 осіб (у 2003 р. - 205 осіб). Голоси за політичні сили розподілилися таким чином:
| \| Вибори до Парламенту Каталонії \| Вибори до Парламенту Каталонії \| Вибори до Парламенту Каталонії \| \| Рік \| 2006 р. \| 2003 р. \| \| -------------------------------------- \| ------------------------------ \| ------------------------------ \| \| Конвергенція та Єднання (CiU) \| 35,3% \| 28,3% \| \| Соціалістична партія Каталонії (PSC) \| 25,3% \| 31,2% \| \| Народна партія (PP) \| 3,7% \| 4,4% \| \| Ініціатива за зелену Каталонію (IC) \| 10% \| 3,9% \| \| Республіканська лівиця Каталонії (ERC) \| 23,7% \| 31,2% \| \| Громадянська партія (C's) \| 0% \| 0% \| \| Інші \| 2,1% \| 1% \| |         |         |
| Вибори до Парламенту Каталонії |         |         |
| Рік | 2006 р. | 2003 р. |
| Конвергенція та Єднання (CiU) | 35,3%   | 28,3%   |
| Соціалістична партія Каталонії (PSC) | 25,3%   | 31,2%   |
| Народна партія (PP) | 3,7%    | 4,4%    |
| Ініціатива за зелену Каталонію (IC) | 10%     | 3,9%    |
| Республіканська лівиця Каталонії (ERC) | 23,7%   | 31,2%   |
| Громадянська партія (C's) | 0%      | 0%      |
| Інші | 2,1%    | 1%      |

У муніципальних виборах у 2007 р. взяло участь 270 осіб (у 2003 р. - 245 осіб). Голоси за політичні сили розподілилися таким чином:
| \| Муніципальні вибори \| Муніципальні вибори \| Муніципальні вибори \| \| Рік \| 2007 р. \| 2003 р. \| \| -------------------------------------- \| ------------------- \| ------------------- \| \| Конвергенція та Єднання (CiU) \| 13% \| 0% \| \| Соціалістична партія Каталонії (PSC) \| 65,6% \| 64,9% \| \| Народна партія (PP) \| 0% \| 0% \| \| Ініціатива за зелену Каталонію (IC) \| 0% \| 0% \| \| Республіканська лівиця Каталонії (ERC) \| 21,5% \| 35,1% \| \| Громадянська партія (C's) \| 0% \| 0% \| \| Інші \| 0% \| 0% \| |         |         |
| Муніципальні вибори |         |         |
| Рік | 2007 р. | 2003 р. |
| Конвергенція та Єднання (CiU) | 13%     | 0%      |
| Соціалістична партія Каталонії (PSC) | 65,6%   | 64,9%   |
| Народна партія (PP) | 0%      | 0%      |
| Ініціатива за зелену Каталонію (IC) | 0%      | 0%      |
| Республіканська лівиця Каталонії (ERC) | 21,5%   | 35,1%   |
| Громадянська партія (C's) | 0%      | 0%      |
| Інші | 0%      | 0%      |